# Den opvakte jomfru
Den opvakte jomfru er en dansk film fra 1950. Satirisk lystspil om en indefrossen mø, der sammen med en abbed fra 1520 vækkes til live 1950.
- Manuskript Poul Henningsen.
- Instruktion Alice O'Fredericks og Lau Lauritzen jun.

## Medvirkende
Blandt de medvirkende kan nævnes:
- Marguerite Viby
- Helge Kjærulff-Schmidt
- Ib Schønberg
- Lisbeth Movin
- Sigurd Langberg
- Kjeld Jacobsen
- Kjeld Petersen
- Elith Pio

## Eksterne links
- Den opvakte jomfru på Internet Movie Database (engelsk)
- Den opvakte jomfru på Filmdatabasen
- Den opvakte jomfru på danskefilm.dk
- Den opvakte jomfru på danskfilmogtv.dk
- Den opvakte jomfru på Scope
- Den opvakte jomfru på The Movie Database (engelsk)